# بروفارومین
بروفارومین (انگلیسی: Brofaromine) یک مهارکننده برگشت پذیر مونوآمین اکسیداز A (RIMA) است. این ترکیب در درجه اول در درمان افسردگی و اضطراب مورد پژوهش قرار گرفت، اما توسعه آن پیش از عرضه به بازار کنار گذاشته شد.
بروفارومین همچنین به عنوان یک مهارکننده بازجذب سروتونین عمل می کند و اثرات دارویی دوگانه آن در درمان طیف وسیعی از بیماران افسرده نویدبخش است و در عین حال عوارض جانبی آنتی کولینرژیک کمتری را در مقایسه با داروهای استاندارد قدیمی مانند ضد افسردگی های سه حلقه ای ایجاد می کند.

## فارماکولوژی
بروفارومین یک مهارکننده برگشت پذیر مونوآمین اکسیداز A (RIMA، نوعی مهارکننده مونوآمین اکسیداز (MAOI)) است و بر روی اپی نفرین (آدرنالین)، نوراپی نفرین (نورآدرنالین)، سروتونین و دوپامین اثر می کند. برخلاف MAOIهای استاندارد، عوارض جانبی احتمالی شامل عوارض قلبی عروقی (فشار خون بالا) همراه با انسفالوپاتی، سمیت کبدی یا هیپرترمی نیست.